# Wawrzyniec Engeström

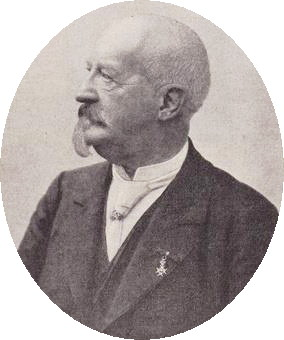
Lars Benzelstierna von Engeström 1910.

Wawrzyniec Engeström eller Lars Benzelstierna von Engeström, född den 8 maj 1829, död den 22 oktober 1910, var en polsk greve och författare. Han var son till Stanislaus von Engeström och sonson till Lars von Engeström.

## Biografi
Engeström var bosatt i Posen. Han har på polska utgett skildringar av svenskt kulturliv. Han översatte även diktverk av Esaias Tegnér och dikter av Frans Mikael Franzén, Erik Johan Stagnelius och J. O. Wallin, vilka han 1884 sammanställde och utgav i en antologi. Engeström författade även essäer på polska om Tegnér, Henrik Ibsen, Carl von Linné och Jöns Jacob Berzelius. Han var ägare till godset Revelsta i Altuna socken, Enköpings kommun mellan 1871 och 1910.